# Liste der Baudenkmale in Hüde
In der Liste der Baudenkmale in Hüde sind alle Baudenkmale der niedersächsischen Gemeinde Hüde aufgelistet. Die Quelle der Baudenkmale ist der Denkmalatlas Niedersachsen. Der Stand der Liste ist der 25. März 2021.

## Allgemein
In den Spalten befinden sich folgende Informationen:
- Lage: die Adresse des Baudenkmales und die geographischen Koordinaten. Kartenansicht, um Koordinaten zu setzen. In der Kartenansicht sind Baudenkmale ohne Koordinaten mit einem roten Marker dargestellt und können in der Karte gesetzt werden. Baudenkmale ohne Bild sind mit einem blauen Marker gekennzeichnet, Baudenkmale mit Bild mit einem grünen Marker.
- Bezeichnung: Bezeichnung des Baudenkmales
- Beschreibung: die Beschreibung des Baudenkmales. Unter § 3 Abs. 2 NDSchG werden Einzeldenkmale und unter § 3 Abs. 3 NDSchG Gruppen baulicher Anlagen und deren Bestandteile ausgewiesen.
- ID: die Objekt-ID des Baudenkmales
- Bild: ein Bild des Baudenkmales, ggf. zusätzlich mit einem Link zu weiteren Fotos des Baudenkmals im Medienarchiv Wikimedia Commons. Wenn man auf das Kamerasymbol klickt, können Fotos zu Baudenkmalen aus dieser Liste hochgeladen werden:

## Hüde

### Gruppe: Hofanlage I Sandbrink
Die Gruppe „Hofanlage I Sandbrink“ hat die ID 34627620.

| Lage                                            | Bezeichnung              | Beschreibung | ID       | Bild |
| ----------------------------------------------- | ------------------------ | ------------ | -------- | ---- |
| Zum Fischerhafen 54 52° 29′ 47″ N, 8° 21′ 23″ O | Wohn-/Wirtschaftsgebäude |              | 34436248 | BW   |
| Zum Fischerhafen 54 52° 29′ 46″ N, 8° 21′ 24″ O | Wohn-/Wirtschaftsgebäude |              | 34436224 | BW   |

### Gruppe: Im Dorfe 22a
Die Gruppe „Im Dorfe 22a“ hat die ID 44056938.

| Lage                                     | Bezeichnung              | Beschreibung | ID       | Bild |
| ---------------------------------------- | ------------------------ | ------------ | -------- | ---- |
| Im Dorfe 22a 52° 29′ 37″ N, 8° 21′ 18″ O | Wohn-/Wirtschaftsgebäude |              | 34436103 | BW   |
| Im Dorfe 22a 52° 29′ 37″ N, 8° 21′ 18″ O | Kate                     |              | 44056915 | BW   |

### Gruppe: Hofanlage Bei den Höfen 5
Die Gruppe „Hofanlage Bei den Höfen 5“ hat die ID 34627639.

| Lage                                       | Bezeichnung              | Beschreibung | ID       | Bild |
| ------------------------------------------ | ------------------------ | ------------ | -------- | ---- |
| Bei den Höfen 5 52° 29′ 59″ N, 8° 22′ 0″ O | Wohn-/Wirtschaftsgebäude |              | 34436078 | BW   |
| Bei den Höfen 5 52° 29′ 59″ N, 8° 22′ 0″ O | Nebengebäude             |              | 34436054 | BW   |
| Bei den Höfen 5 52° 29′ 59″ N, 8° 22′ 1″ O | Nebengebäude             |              | 34436272 | BW   |

### Gruppe: Kirchhof Burlage
Die Gruppe „Kirchhof Burlage“ hat die ID 34435868.

| Lage                                               | Bezeichnung | Beschreibung         | ID       | Bild           |
| -------------------------------------------------- | ----------- | -------------------- | -------- | -------------- |
| Düversbrucher Straße 4 52° 30′ 29″ N, 8° 22′ 45″ O | Kirche      | Marienkirche Burlage | 34435868 | Weitere Bilder |
| Düversbrucher Straße 52° 30′ 30″ N, 8° 22′ 47″ O   | Friedhof    |                      | 34435847 | BW             |

### Einzelbaudenkmale
| Lage                                               | Bezeichnung              | Beschreibung | ID       | Bild |
| -------------------------------------------------- | ------------------------ | ------------ | -------- | ---- |
| Ludwig-Gefe-Straße 52° 29′ 48″ N, 8° 21′ 27″ O     | Kriegerdenkmal           |              | 34436128 |      |
| Reusenweg 35 52° 29′ 32″ N, 8° 21′ 16″ O           | Wohn-/Wirtschaftsgebäude |              | 34436004 | BW   |
| Reusenweg 13 52° 29′ 30″ N, 8° 21′ 17″ O           | Wohn-/Wirtschaftsgebäude |              | 34435980 | BW   |
| Am Fischfang 5 52° 29′ 28″ N, 8° 21′ 15″ O         | Wohn-/Wirtschaftsgebäude |              | 34435893 | BW   |
| Wiesengrund 4 52° 29′ 22″ N, 8° 21′ 14″ O          | Wohn-/Wirtschaftsgebäude |              | 34436029 | BW   |
| Ludwig-Gefe-Straße 95 a 52° 30′ 6″ N, 8° 21′ 47″ O | Wohn-/Wirtschaftsgebäude |              | 34436149 | BW   |
| Ludwig-Gefe-Straße 127 52° 30′ 5″ N, 8° 22′ 4″ O   | Wohn-/Wirtschaftsgebäude |              | 34436174 | BW   |
| Osnabrücker Straße 10 52° 29′ 54″ N, 8° 21′ 59″ O  | Wohn-/Wirtschaftsgebäude |              | 34436199 | BW   |
| Ludwig-Gefe-Straße 27 52° 29′ 52″ N, 8° 21′ 26″ O  | Fachwerkhaus             |              | 34435960 | BW   |